# Signs Chibambo
Signs Wonder Chibambo (n. Kitwe, Zambia, 13 de octubre de 1987) es un futbolista zambiano. Juega como delantero y actualmente milita en el Hapoel Ra'anana AFC de la Ligat ha'Al de Israel.

## Trayectoria
Chibambo inició su carrera deportiva con el Nakambala Leopards de su país. Luego fue cedido a préstamo al ZESCO United FC, también de la Primera División de Zambia. Tras pasar un semestre con el ZESCO United FC, regresó al Nakambala Leopards, pero fue vendido en abril de 2009 al Heartland FC de Liga Premier de Nigeria. En diciembre de 2010, deja el Heartland FC y ficha por el Al-Masry de la Primera División de Egipto. Ahí se mantuvo una temporada para luego pasar al Bình Ðịnh FC de la V-League de Vietnam. Dos años después se marcha al Hapoel Ra'anana AFC de la Ligat ha'Al de Israel.

## Selección nacional
Con la Selección Nacional de Zambia debutó el 14 de noviembre de 2009 en un partido ante Ruanda por la Eliminatoria mundialista rumbo al Mundial de Sudáfrica 2010. El juego finalizó 0 - 0 en el Estadio Amahoro de Kigali.

## Clubes
| Club                       | País    | Año               |
| -------------------------- | ------- | ----------------- |
| Nakambala Leopards         | Zambia  | 2007 - 2008       |
| ZESCO United FC (Préstamo) | Zambia  | 2008              |
| Nakambala Leopards         | Zambia  | 2008              |
| Heartland FC               | Nigeria | 2009 - 2010       |
| Al-Masry                   | Egipto  | 2010 - 2011       |
| Bình Ðịnh FC               | Vietnam | 2011 - 2013       |
| Hapoel Ra'anana AFC        | Israel  | 2013 - Actualidad |